# 石原千秋
石原 千秋（いしはら ちあき、男性、1955年11月30日 - ）は、日本の国文学者。専門は日本近代文学。早稲田大学教授。

## 経歴
1955年11月30日に東京都狛江市に生まれる。父は石原進。予科練出身のパイロットで、航空自衛隊のテストパイロットだったが、千秋が5歳の時に飛行機事故で死去した。中学校は狛江市立狛江第二中学校に進学。中学校では国語を詩人の牟礼慶子に教わり、2年生で文章を書くのが好きになったとし、自身の著書では「僕は詩人の牟礼慶子に『国語』を教わる幸運に恵まれた」と述べている。
1979年成城大学文芸学部国文学科卒業。1983年同大学院博士課程後期中退（文学修士）。1983年東横学園女子短期大学助教授、1993年成城大学文芸学部教授、2003年早稲田大学教育・総合科学学術院教授。専門は日本近代文学研究。

## 人物
- ちくま学芸文庫版高田瑞穂『新釈現代文』解説で[9]、やり通した参考書が『新釈現代文』と『古文研究法』だけだったと回想している。
- 一年間の浪人を経て、成城大学の二期試験に合格・進学[10]。
- 大学院時代は東郷克美に師事[11]。
- 2007年4月から「産経新聞」の文芸時評を担当、2022年3月終了。
- 2018年『漱石と日本の近代』でやまなし文学賞受賞[12]。
- 2025年2月　早稲田大学で新たに設けられた「リサーチアワード（独創的研究推進）」を受賞

## 著書

### 単著
- 『反転する漱石』青土社、1997年11月。ISBN 9784791755936。
  - 『反転する漱石』（増補新版）青土社、2016年10月。ISBN 9784791769483。
- 『秘伝 中学入試国語読解法』新潮社〈新潮選書〉、1999年3月。ISBN 9784106005602。
- 『漱石の記号学』講談社〈講談社選書メチエ 156〉、1999年4月。ISBN 9784062581561。
- 『教養としての大学受験国語』筑摩書房〈ちくま新書 253〉、2000年7月。ISBN 9784480058539。
- 『小説入門のための高校入試国語』日本放送出版協会〈NHKブックス 940〉、2002年4月。ISBN 9784140019405。
- 『大学受験のための小説講義』筑摩書房〈ちくま新書 371〉、2002年10月。ISBN 9784480059710。
- 『テクストはまちがわない 小説と読者の仕事』筑摩書房、2004年3月。ISBN 9784480823540。
- 『漱石と三人の読者』講談社〈講談社現代新書 1743〉、2004年10月。ISBN 9784061497436。
- 『評論入門のための高校入試国語』日本放送出版協会〈NHKブックス 1025〉、2005年3月。ISBN 9784140910252。
- 『『こころ』大人になれなかった先生』みすず書房〈理想の教室〉、2005年7月。ISBN 9784622083061。
  - 『『こころ』で読みなおす漱石文学 大人になれなかった先生』朝日新聞出版〈朝日文庫 い78-1〉、2013年6月。ISBN 9784022647047。
- 『国語教科書の思想』筑摩書房〈ちくま新書 563〉、2005年10月。ISBN 9784480062703。
- 『Jポップの作詞術』日本放送出版協会〈生活人新書 164〉、2005年11月。ISBN 9784140881644。
- 『学生と読む『三四郎』』新潮社〈新潮選書〉、2006年3月。ISBN 9784106035616。
- 『大学生の論文執筆法』筑摩書房〈ちくま新書 600〉、2006年6月。ISBN 9784480063106。
- 『百年前の私たち 雑書から見る男と女』講談社〈講談社現代新書 1882〉、2007年3月。ISBN 9784061498822。
- 『未来形の読書術』筑摩書房〈ちくまプリマー新書 062〉、2007年7月。ISBN 9784480687647。
- 『秘伝 大学受験の国語力』新潮社〈新潮選書〉、2007年7月。ISBN 9784106035876。
- 『謎とき村上春樹』光文社〈光文社新書 329〉、2007年12月。ISBN 9784334034306。
- 『中学入試国語のルール』講談社〈講談社現代新書 1935〉、2008年3月。ISBN 9784062879354。
- 『ケータイ小説は文学か』筑摩書房〈ちくまプリマー新書 085〉、2008年6月。ISBN 9784480687852。
- 『受験国語が君を救う！』河出書房新社〈14歳の世渡り術〉、2009年3月。ISBN 9784309616544。
- 『国語教科書の中の「日本」』筑摩書房〈ちくま新書 806〉、2009年9月。ISBN 9784480065124。
- 『名作の書き出し 漱石から春樹まで』光文社〈光文社新書 422〉、2009年9月。ISBN 9784334035259。
- 『読者はどこにいるのか 書物の中の私たち』河出書房新社〈河出ブックス 001〉、2009年10月。ISBN 9784309624013。
- 『あの作家の隠れた名作』PHP研究所〈PHP新書 636〉、2009年11月。ISBN 9784569774763。
- 『漱石はどう読まれてきたか』新潮社〈新潮選書〉、2010年5月。ISBN 9784106036590。
- 『近代という教養 文学が背負った課題』筑摩書房〈筑摩選書 0060〉、2013年1月。ISBN 9784480015655。
- 『教養として読む現代文学』朝日新聞出版〈朝日選書 909〉、2013年10月。ISBN 9784022630094。
- 『打倒！ センター試験の現代文』筑摩書房〈ちくまプリマー新書 217〉、2014年7月。ISBN 9784480689191。
- 『なぜ『三四郎』は悲恋に終わるのか 「誤配」で読み解く近代文学』集英社〈集英社新書 0776F〉、2015年3月。ISBN 9784087207767。
- 『生き延びるための作文教室』河出書房新社〈14歳の世渡り術〉、2015年7月。ISBN 9784309616964。
  - 『漱石入門』河出書房新社〈河出文庫 い38-1〉、2016年9月。ISBN 9784309414775。
- 『漱石と日本の近代 上』新潮社〈新潮選書〉、2017年5月。ISBN 9784106038051。
- 『漱石と日本の近代 下』新潮社〈新潮選書〉、2017年5月。ISBN 9784106038068。
- 『読者はどこにいるのか　読者論入門』河出書房新社〈河出文庫〉2021年7月。ISNB978-4-309-41829-2。
- 『教科書で出会った名作小説一〇〇』新潮社〈新潮文庫〉、2023年4月。ISBN978-4-10-127454-6。
- 『教科書の中の夏目漱石』大修館、2023年11月。ISBN9784469222807

### 編集
- 『夏目漱石 反転するテクスト』有精堂出版〈日本文学研究資料新集 14〉、1990年4月。ISBN 9784640309631。
- 『夏目漱石『こころ』をどう読むか』河出書房新社〈文芸の本棚〉、2014年5月。ISBN 9784309022895。
- 『夏目漱石『三四郎』をどう読むか』河出書房新社〈文芸の本棚〉、2014年10月。ISBN 9784309023328。
- 『生れて来た以上は、生きねばならぬ 漱石珠玉の言葉』新潮社〈新潮文庫 10654 な-1-30〉、2017年2月。ISBN 9784101010304。
- 『夏目漱石『坊っちゃん』をどう読むか』河出書房新社〈文芸の本棚〉、2017年5月。ISBN 9784309025742。

### 共編著
- 石原千秋、木股知史、小森陽一、島村輝、高橋修、高橋世織『読むための理論 文学・思想・批評』世織書房、1991年6月。
- 小森陽一・石原千秋 編『特集『漱石と世紀末』』翰林書房〈漱石研究 創刊号〉、1993年10月。
  - 小森陽一・石原千秋 編『特集『三四郎』』翰林書房〈漱石研究 第2号〉、1994年5月。
  - 小森陽一・石原千秋 編『特集『漱石とセクシャリティ』』翰林書房〈漱石研究 第3号〉、1994年11月。
  - 小森陽一・石原千秋 編『特集『硝子戸の中』『道草』』翰林書房〈漱石研究 第4号〉、1995年5月。
  - 小森陽一・石原千秋 編『特集『漱石と明治』』翰林書房〈漱石研究 第5号〉、1995年11月。
  - 小森陽一・石原千秋 編『特集『こゝろ』』翰林書房〈漱石研究 第6号〉、1996年5月。
  - 小森陽一・石原千秋 編『特集『漱石と子規』』翰林書房〈漱石研究 第7号〉、1996年12月。
  - 小森陽一・石原千秋 編『特集『夢十夜』』翰林書房〈漱石研究 第8号〉、1997年5月。
  - 小森陽一・石原千秋 編『特集『漱石と家族』』翰林書房〈漱石研究 第10号〉、1998年5月。
  - 小森陽一・石原千秋 編『特集『彼岸過迄』』翰林書房〈漱石研究 第11号〉、1998年11月。
  - 小森陽一・石原千秋 編『特集『坊つちやん』』翰林書房〈漱石研究 第12号〉、1999年10月。
  - 小森陽一・石原千秋 編『特集『漱石山脈』』翰林書房〈漱石研究 第13号〉、2000年10月。
  - 小森陽一・石原千秋 編『特集『吾輩は猫である』』翰林書房〈漱石研究 第14号〉、2000年10月。
  - 小森陽一・石原千秋 編『特集『行人』』翰林書房〈漱石研究 第15号〉、2002年10月。
  - 小森陽一・石原千秋 編『特集『虞美人草』』翰林書房〈漱石研究 第16号〉、2003年10月。
  - 小森陽一・石原千秋 編『特集『門』』翰林書房〈漱石研究 第17号〉、2004年11月。
  - 小森陽一・石原千秋 編『特集『明暗』』翰林書房〈漱石研究 終刊号〉、2005年11月。
- 小森陽一・石原千秋 編『漱石を語る 1』翰林書房〈漱石研究叢書〉、1998年12月。ISBN 9784877370565。
- 小森陽一・石原千秋 編『漱石を語る 2』翰林書房〈漱石研究叢書〉、1998年12月。ISBN 9784877370572。
- 石原千秋、亀山郁夫、三浦雅士、藤井省三、加藤典洋 著、菅野昭正 編『村上春樹の読みかた』平凡社、2012年7月。ISBN 9784582835809。
- 石原千秋、小森陽一『漱石激読』河出書房新社〈河出ブックス 104〉、2017年4月。ISBN 9784309625041。
  - 石原千秋、小森陽一『なぜ漱石は終わらないのか』河出書房新社〈河出文庫〉、2022年3月。ISBN 9784309418773。（『漱石激読』を加筆・改題の上文庫化）

### 解説
- 夏目漱石『漱石自筆原稿「心」』岩波書店、1993年12月。ISBN 9784000098403。
- 津島佑子『寵児』講談社〈講談社文芸文庫〉、2000年2月。ISBN 9784061976986。
- 夏目漱石『硝子戸の中』新潮社〈新潮文庫〉、2000年11月。ISBN 9784101010151。
- 高木幹夫『自分の子どもは自分で守れ 「学力」ってなんだろう日能研はこう考える』講談社〈講談社文芸文庫〉、2002年1月。ISBN 9784062733472。
- 小柴昌俊『心に夢のタマゴを持とう』講談社〈講談社文芸文庫〉、2002年11月。ISBN 9784062736336。
- 内田百閒『内田百閒集成 7 百鬼園先生言行録』筑摩書房〈ちくま文庫〉、2003年4月。ISBN 9784480037671。
- 佐江衆一『リンゴの唄、僕らの出発』講談社〈講談社文芸文庫〉、2005年8月。ISBN 9784062751612。
- 佐藤賢一『ジャンヌ・ダルクまたはロメ』講談社〈講談社文芸文庫〉、2006年2月。ISBN 9784062753180。
- 若林幹夫『増補 地図の想像力』河出書房新社〈河出文庫〉、2009年2月。ISBN 9784309409450。
- 高田瑞穂『新釈 現代文』筑摩書房〈ちくま学芸文庫〉、2009年6月。ISBN 9784480092236。
  - 高田瑞穂『新釈 現代文』筑摩書房〈ちくま学芸文庫〉、2014年3月。ISBN 9784480096043。
- 夏目漱石『それから』集英社〈集英社文庫〉、2013年10月。ISBN 9784087520552。
- 小林秀雄『小林秀雄対話集 直観を磨くもの』新潮社〈新潮文庫〉、2014年1月。ISBN 9784101007090。
- 『社会と自分 漱石自選講演集』筑摩書房〈ちくま学芸文庫〉、2014年1月。ISBN 9784480095978。

### 監修
- 『新潮ことばの扉 教科書で出会った名詩一〇〇』新潮社〈新潮文庫 10037 し-24-1〉、2014年11月。ISBN 9784101274515。
- 『新潮ことばの扉 教科書で出会った名句・名歌三〇〇』新潮社〈新潮文庫 10115 し-24-2〉、2015年2月。ISBN 9784101274522。
- 『新潮ことばの扉 教科書で出会った古文・漢文一〇〇』新潮社〈新潮文庫 10642 し-24-3〉、2017年4月。ISBN 9784101274539。